# Prostituce v Togu
Prostituce v Togu je legální a běžná, ale některé činnosti s ní související, jako je kuplířství, jsou nezákonné. Pokud se jedná o mladistvé či násilí, hrozí pachateli trest odnětí svobody až na deset let. Hlavním problémem v zemi jsou sex trafficking, dětská prostituce a HIV. Togo zavádí vládní zákony a snaží se prosazovat stávající právní normy, např. dětský kodex chránící práva dětí v celé zemi, aby tak pomohla v boji proti některým z těchto problémů.

## Přehled situace
V roce 2014 bylo v zemi odhadem 10 284 sexuálních pracovnic. Podle průzkumu v roce 2011 51 % prostitutek pracovalo v barech a 26 % v nevěstincích. Přibližně polovina prostitutek působí v hlavním městě Toga, v Lomé. Podle průzkumu zveřejněného v roce 2015 vzrostla míra prostituce mezi lety 2005 až 2015 o 180 %. 75 % prostitutek pochází z Toga a 15 % z Ghany. Není neobvyklé, že prostitutky cestují mezi Togem a sousedními zeměmi za prací. Mnoho univerzitních studentů si z finančních důvodů přivydělává prostitucí.

## Historie

### Německé koloniální období
Během konce 19. a začátku 20. století bylo Togo součástí německé kolonie zvané Togoland. S německou kolonizací v oblasti vzrostla míra prostituce, zpočátku zejména v pobřežní oblasti, především v Lomé, a poté se s postupem kolonizace rozšířila i do vnitrozemí. V Lomé, Anéhu a Atakpamé musely africké prostitutky sloužící pouze Evropanům žít ve vyhrazených oblastech zvaných kasernierung. V Lomé byl v roce 1909 postaven nevěstinec, který tyto kasernierungy nahradil. Zpočátku pracovalo v tomto nevěstinci čtyřicet prostitutek.

### Francouzské koloniální období
Po porážce Německého císařství v první světové válce a za následné správy francouzského mandátního území prostituce v Togolandu nadále vzkvétala. Mnoho svobodných i ženatých mužů, kteří byli mimo domov, kolonisté a vojáci vytvořili poptávku po prostituci. Podobně jako v dalších francouzských koloniích i zde vznikly poblíž vojenských posádek vojenské nevěstince zvané Bordel Militaire de Campagne.

## Sexuální zdraví
Hlavními zdravotními problémy spojenými s prostitucí jsou v Togu HIV a syfilis. Sexuální pracovnice a jejich klienti patří k vysoce rizikové skupině zejména proto, že používání kondomů při pohlavním styku není pravidlem, přestože v zemi existuje jedenáct programů na distribuci kondomů. Prevalence HIV mezi sexuálními pracovnicemi klesla z 29,5 % v roce 2005 na 13,1 % v roce 2011 a na 11,7 % v roce 2015. Míra prevalence se však v jednotlivých regionech země liší. V roce 2011 byla nejvyšší v Lomé, nejnižší v regionech Savanes a Kara. Studie z roku 2008 uvádí, že 60 % dálkových řidičů nákladních vozidel v Togu, kteří měli styk s prostitutkou, při sexu nepoužilo kondom. Přibližně 50 % dotázaných řidičů navíc uvedlo, že nebyli testováni na HIV.
Studie z roku 2011 zjistila, že 2,2 % sexuálních pracovnic a 2,3 % jejich klientů mělo syfilis. I tato prevalence se lišila v jednotlivých regionech. Nejvyšší byla v Lomé, kde míra infekce dosahovala 3,1 %.
Homosexuální muži, ženy a páry nemají rovnocenný přístup k diagnostice a léčbě HIV/AIDS, který se dostává heterosexuálním párům.

## Porušování lidských práv
Na počátku 21. století se objevily mezinárodní obavy týkající se dětské prostituce v Togu. Tožský zákon vysloveně zakazuje sexuální vykořisťování dětí a dětskou prostituci, ačkoliv nebyl tento zákon účinně vymáhán. Nevládní organizace jako UNICEF se pokusily dostat dětské sexuální pracovníky z ulice.
Dalším problém Toga je, že zákony dostatečně nechrání děti před obchodem s lidmi a tyto děti jsou obvykle prodávány za účelem sexu. Togo právně nevynucuje dodržování zákona, který brání prodeji dětí do sexuálního otroctví, a v Togu také neexistuje zákon proti znásilnění. Od roku 2007 odvádí tožská vláda lepší práci při zvyšování povědomí obyvatelstva o problémech sexuálního vykořisťování dětí a o problémech dětské prostituce. Ve stejném roce byl přijat zákon, který chrání práva dětí v určitých oblastech jejich života. Poté, co vláda začala tento zákon více prosazovat, byly propuštěny stovky dětských sexuálních pracovníků po celé zemi.

## Sex trafficking
Togo je zdrojovou, tranzitní a v menší míře i cílovou zemí pro ženy a děti, které jsou oběťmi sex traffickingu. Primárním zdrojem obětí byla západní hranice regionu Plateau, kterou vedou hlavní silnice vedoucí do Lomé a Akkry. Obchodníci s lidmi přivádí děti z venkovských oblastí do Lomé, kde jsou sexuálně vykořisťovány. V Togu jsou zneužívány i dívky pocházející z Ghany. V období od září do dubna se mnoho tožských dětí i dospělých stěhuje z ekonomických důvodů do Beninu, Burkiny Faso, Nigeru a Mali, kde jsou mnozí z nich vystaveni sexuálnímu vykořisťování a obchodu s lidmi. Tožské ženy jsou také podvodně najímány pro práci v Saúdské Arábii, Libanonu, USA a Evropě, kde jsou následně nuceny k prostituci.
V roce 2005 bylo během razie v Lomé zatčeno přes 200 lidí při operaci zaměřené na potírání dětské prostituce. Vláda již předtím v rozhlase oznámila svůj závazek tento problém řešit. Ministryně pro ochranu dětí Agneley Christine Mensah řekla, že zatčeným dětem bude poskytnuta péče a pomoc při začleňování se do běžného sociálněekonomického života.